# Dar'ja Nikolaevna Saltykova
Dar'ja Nikolaevna Saltykova (in russo Дарья Николаевна Салтыкова?; Impero russo, 20 marzo 1730 – Governatorato di Mosca, 27 novembre 1801) è stata una serial killer russa.

## Biografia
Darya Nikolayevna Saltykova nacque in una ricca e antica famiglia nobile russa. Suo padre era Nikolai Avtonomovich Ivanov e sua madre era Anna Ivanovna Davydova.
Darya Nikolayevna Saltykova sposò il nobile Gleb Alexeyevich Saltykov, zio di Nikolai Saltykov. Ebbe due figli: Teodoro (1750-1801) e Nicola (1751-1775). Darya Saltykova rimase vedova nel 1755. Con la morte del marito, ereditò una cospicua proprietà, dove visse con i suoi due giovani figli e un gran numero di servi.
Molte delle prime denunce alle autorità per le morti nella tenuta di Saltykova sono state ignorate o hanno portato a una punizione per le lamentele. Saltykova era ben collegata con coloro che erano al potere presso la corte reale russa e con la nobiltà russa.  Alla fine, i parenti delle donne assassinate poterono presentare una petizione all'imperatrice Caterina II. Caterina II ha deciso di processare pubblicamente Saltykova, al fine di promuovere la sua iniziativa di liceità. Saltykova fu arrestata nel 1762.
Saltykova fu trattenuta per sei anni, fino al 1768, mentre le autorità conducevano un'indagine meticolosa. Il Collegio di giustizia di Caterina ha interrogato molti testimoni ed ha esaminato i registri della tenuta di Saltykov. Il funzionario inquirente ha contato ben 140 morti sospette, di cui la stragrande maggioranza è stata attribuita a Saltykova.
Saltykova fu giudicata colpevole di aver ucciso 38 servi della gleba picchiandoli e torturandoli a morte.
Essendo stata abolita la pena capitale in Russia nel 1754, Caterina nel 1768 fece incatenare Saltykova per un'ora su un palco pubblico a Mosca, con un cartello al collo con la scritta: "Questa donna ha torturato e ucciso".  Molte persone vennero a guardarla mentre veniva derisa sprezzantemente. Successivamente, Saltykova fu condannata all'ergastolo nella cantina del convento Ivanovsky a Mosca. Saltykova morì nel 1801 in circostanze misteriose e fu sepolta accanto ai suoi parenti nella necropoli del monastero di Donskoy.